# Панига (Сондрио)
Панига је насеље у Италији у округу Сондрио, региону Ломбардија.
Према процени из 2011. у насељу је живело 376 становника. Насеље се налази на надморској висини од 243 м.